# Hrînkivți, Șumsk
Hrînkivți (în ucraineană Гриньківці) este un sat în comuna Matviivți din raionul Șumsk, regiunea Ternopil, Ucraina.

## Demografie
Componența lingvistică a localității Hrînkivți
     Ucraineană (99,02%)
     Alte limbi (0,98%)
Conform recensământului din 2001, majoritatea populației localității Hrînkivți era vorbitoare de ucraineană (99,02%), existând în minoritate și vorbitori de alte limbi.